# Стадники (Підляське воєводство)
Стадники (пол. Stadniki) — село в Польщі, у гміні Городиськ Сім'ятицького повіту Підляського воєводства.
Населення — 220 осіб (2011).
У 1975-1998 роках село належало до Білостоцького воєводства.

## Демографія
Демографічна структура станом на 31 березня 2011 року:
|          | Загалом | Допрацездатний вік | Працездатний вік | Постпрацездатний вік |
| -------- | ------- | ------------------ | ---------------- | -------------------- |
| Чоловіки | 110     | 25                 | 70               | 15                   |
| Жінки    | 110     | 22                 | 56               | 32                   |
| Разом    | 220     | 47                 | 126              | 47                   |